# Robin Gray
Robin Trevor Gray AO (* 1. März 1940 in Kew, Victoria) ist ein Politiker der Liberal Party of Australia, der zwischen 1982 und 1989 Premierminister von Tasmanien war.

## Leben

### Studium, Abgeordneter und Oppositionsführer
Gray absolvierte nach dem Schulbesuch ein Studium der Agrarwissenschaften, das er mit einem Bachelor of Science in Agriculture (B.Agr.Sc.) beendete.
Er wurde am 11. Dezember 1976 als Kandidat der Liberal Party im Wahlkreis Wilmot/Lyons erstmals zum Mitglied des Repräsentantenhauses (Tasmanian House of Assembly), dem Unterhaus des tasmanischen Parlaments, gewählt und gehörte diesem bis zu seinem Mandatsverzicht am 1. Dezember 1995 an. 
Während seiner Parlamentszugehörigkeit wurde er am 11. November 1981 als Nachfolger von Geoff Pearsall Oppositionsführer und war als solcher Spitzenkandidat der Liberal Party bei den Parlamentswahlen am 15. Mai 1982, aus denen die Liberal Party mit 121.346 Stimmen (48,52 Prozent) als Sieger hervorging. Die Liberalen gewannen 7,21 Prozentpunkte sowie 4 Mandate hinzu und verfügten mit 19 der 35 Sitze über eine absolute Mehrheit im House of Assembly. Die bisher regierende Australian Labor Party unter Premierminister Harry Holgate verlor hingegen 17,46 Prozentpunkte und sechs ihrer bisher 20 Sitze und kam nur noch auf 92.184 Stimmen (36,86 Prozent). 

### Premierminister 1982 bis 1989

#### Erste Amtsperiode 1982 und 1986 und Kontroverse um den Franklin-Staudamm
Daraufhin wurde Gray am 27. Mai 1982 Premierminister Tasmaniens und bekleidete dieses Amt bis zum 29. Juni 1989. Gleichzeitig fungierte er während seiner gesamten Amtszeit auch als Finanzminister (Treasurer).
Ferner übernahm er in seinem Kabinett vom 27. Mai 1982 bis zum 15. Juni 1984 das Ministeramt für Rennen und Glücksspiel (Minister for Racing and Gaming) sowie zwischen dem 27. Mai 1982 und dem 1. November 1988 auch die Funktion des Energieministers (Minister for Energy). Im Rahmen einer Kabinettsumbildung übernahm er am 15. Juni 1984 auch das Amt des Forstwirtschaftsministers (Minister for Forests), das er bis zum 19. Februar 1986 ausübte. Zugleich war er vom 15. Juni 1984 bis zum 19. Februar 1986 auch Minister für staatliche Entwicklung (Minister for State Development).
Zu Beginn seiner Amtszeit fiel die Kontroverse um den Bau des Franklin-Staudamms, ein Projekt in Tasmanien zur Stromerzeugung, das bei Fertigstellung das ursprüngliche Gebiet des Franklin River und des Gordon River geflutet hätte. Diese Flusslandschaften zählen zu den bedeutendsten Naturschutzgebieten der Welt. Eine Protestbewegung verhinderte den Bau des Staudamms, einer der größten Erfolge der Umweltbewegung Australiens.

#### Wiederwahl 1986
Bei den Parlamentswahlen vom 8. Februar 1986 wurde das Ergebnis der letzten Parlamentswahl bestätigt. Die Liberal Party kam auf 138.836Stimmen (54,2 Prozent) und verfügte mit 19 Abgeordneten weiterhin über eine absolute Mehrheit, während die nunmehr von Ken Wriedt geführte Labor Party 90.003 Stimmen (35,14 Prozent) erreichte und wieder 14 Abgeordnete stellte.
Nach der Wahl übernahm Gray in seinem Kabinett am 19. Februar 1986 zusätzlich das Amt des Ministers für staatliche Entwicklung und Kleinunternehmen (Minister for State Development and Small Business), das er bis zum Ende seiner Amtszeit am 29. Juni 1989 ausübte. Zugleich war er zuletzt vom 1. Juni bis zum 29. Juni 1989 auch noch Minister für Angelegenheiten der Antarktis (Minister for Antarctic Affairs), Minister für Wissenschaft und Technologie (Minister for Science and Technology) sowie Minister für den Status von Frauen (Minister for the Status of Women).

#### Wahlniederlage 1989
Bei den Parlamentswahlen vom 13. Mai 1989 blieb die Liberal Party Grays mit 128.143 Stimmen (46,92 Prozent) zwar klar stärkste Partei, verlor aber 7,28 Prozentpunkte und zwei Mandate, so dass sie mit 17 Sitzen nicht mehr über eine absolute Mehrheit verfügte. Allerdings erlitt auch die Labor Party unter dem neuen Vorsitzenden Michael Field mit 90.003 Stimmen (34,71 Prozent) leichte Verluste von 0,43 Prozentpunkten und verlor einen ihrer 14 Sitze.
Zünglein an der Waage wurde daraufhin die Tasmanian Greens von Bob Brown, die 46.797 Stimmen (17,13 Prozent) bekamen und mit einem Zugewinn von 11,58 Prozentpunkten nunmehr fünf Parlamentarier stellten. 
Gray wollte als stärkste Partei weiterhin die Regierung stellen und forderte daraufhin Neuwahlen, scheiterte aber damit trotz einer von zahlreichen Menschen unterschriebenen Petition. Ferner kam es zu einem Skandal, nachdem der Unternehmer Edmund Rouse den neugewählten Labor-Abgeordneten Jim Cox mit einer Summe von 110.000 $A bestechen wollte, damit dieser die Fraktion wechselt und Gray statt Field unterstützt. Cox lehnte dies jedoch ab und zeigte den Bestechungsversuch an, woraufhin Rouse zu einer 18-monatigen Freiheitsstrafe verurteilt wurde. Die geäußerten Vermutungen, dass die Liberal Party und Gray selbst in diesen Bestechungsversuch entwickelt waren, wurden durch nachfolgende Untersuchungen jedoch nicht bestätigt.
Knapp sechs Wochen nach der Wahl bildete Fields Labor Party mit Browns Tasmanian Greens den Labor-Green Accord, eine lockere Allianz beider Parteien, die dazu führte, dass Field am 29. Juni 1989 Premierminister wurde.
Gray übernahm daraufhin am 29. Juni 1989 wieder die Funktion als Oppositionsführer im Repräsentantenhaus und übte diese bis zu seiner Ablösung durch Ray Groom am 17. Dezember 1991 aus.

### Minister in der Regierung Groom und Rückzug aus der Politik
Nach dem Wahlsieg der Liberal Party bei den Wahlen vom 1. Februar 1992 wurde Gray am 18. Februar 1992 von Premierminister Ray Groom als Minister für Primärindustrie, Fischerei und Energie (Minister for Primary Industry, Fischeries and Energy) in dessen Kabinett berufen und bekleidete dieses Ministeramt bis zum 17. August 1992. Am 17. August 1992 wurde dieses Ministerium in zwei separate Ministerien aufgeteilt, die er beide leitete, so dass er bis zum 4. Dezember 1995 sowohl Energieminister als auch Minister für Primärindustrie und Fischerei war. Gleichzeitig war er vom 2. Februar 1993 bis zum 4. Dezember 1995 auch Minister für die TT-Line Company, eine Reederei, die seit 1985 Fähren zwischen Tasmanien und dem australischen Festland betreibt.
Nachdem er bereits am 1. Dezember 1995 auf sein Abgeordnetenmandat im House of Assembly verzichtet hatte, trat er am 4. Dezember 1995 auch als Minister zurück und zog sich aus dem politischen Leben zurück.
Für besondere Verdienste um die Bevölkerung und das Parlament von Tasmanien, um die wirtschaftliche Entwicklung und um den Agrarsektor wurde er 2024 zum Officer des Order of Australia ernannt.